# محبوبات
المحبوبات أو ذباب الورق المنشاري أو فصيلة بامفيليدي (الاسم العلمي) Pamphiliidae)، هي فصيلة حشرات من عديمات الخصر ورتبة غشائيات الأجنحة. انواعها نحو 200، أعطانها المناطق المعتدلة من أمريكا الشمالية وأوراسيا.